# Джала
Джа́ла (Джяла, серб. Ђала) — село в Сербії, належить до громади Новий Кнежеваць Північно-Банатського округу автономного краю Воєводина.
Село розташоване на кордоні з Угорщиною, тут знаходиться прикордонний КПП. За 1 км на північний захід протікає річка Тиса.

## Населення

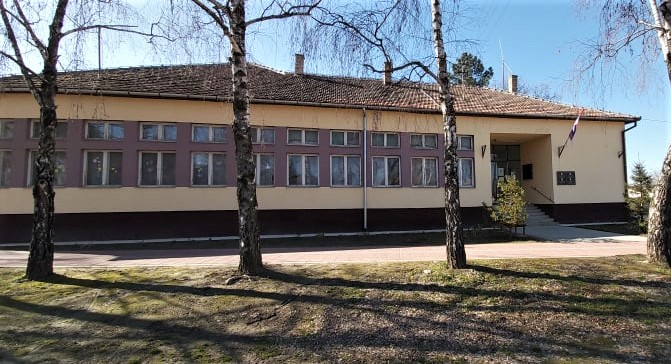
Адміністративний будинок місцевої громади

Населення села становить 1 004 особи (2002, перепис), з них:
- серби — 80,1%
- угорці — 9,9%
- цигани — 5,6%
- югослави — 1,0%,

живуть також хорвати, українці, бунєвці та румуни.